# Karl zu Mecklenburg (1664–1688)

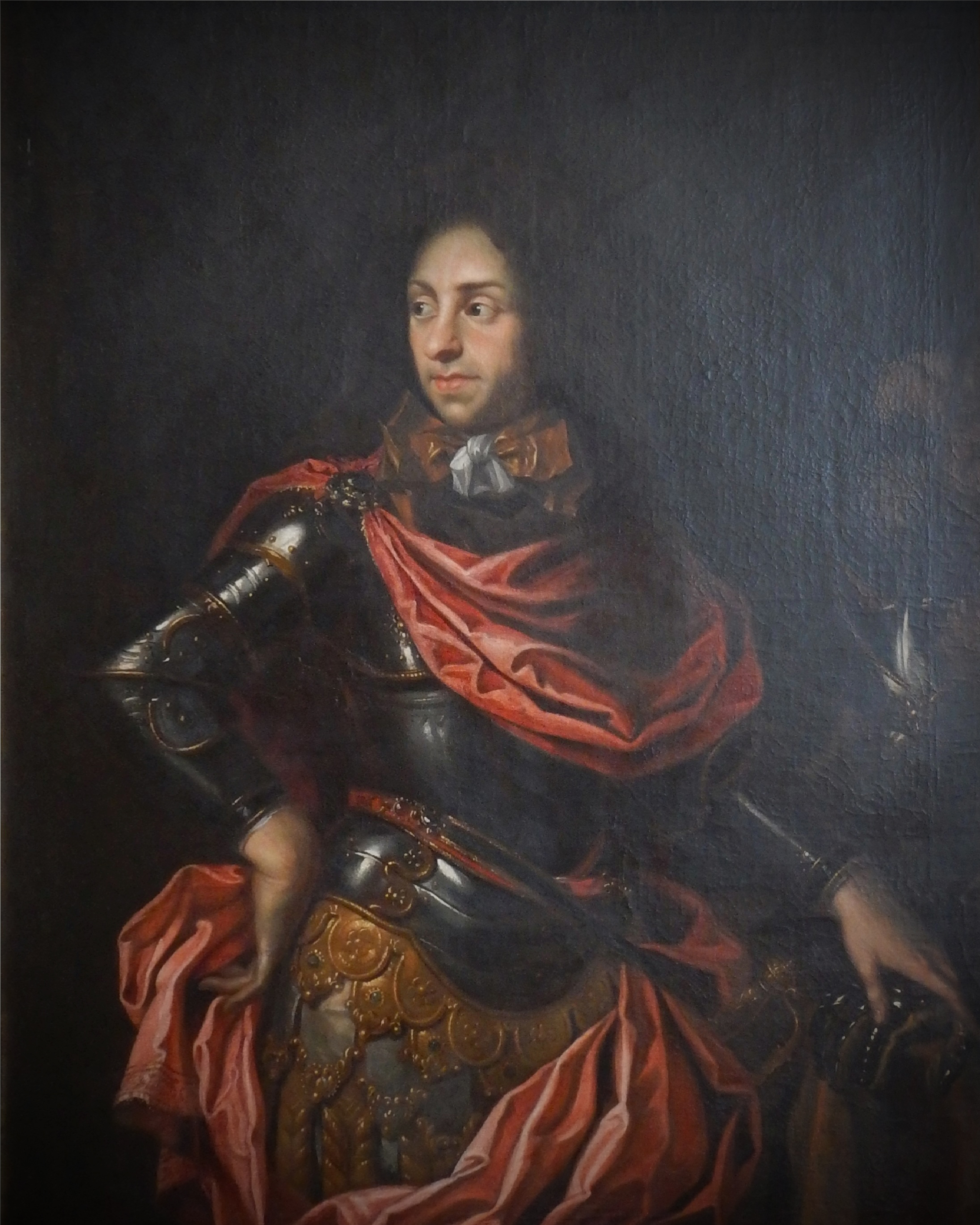
Karl zu Mecklenburg [-Güstrow]

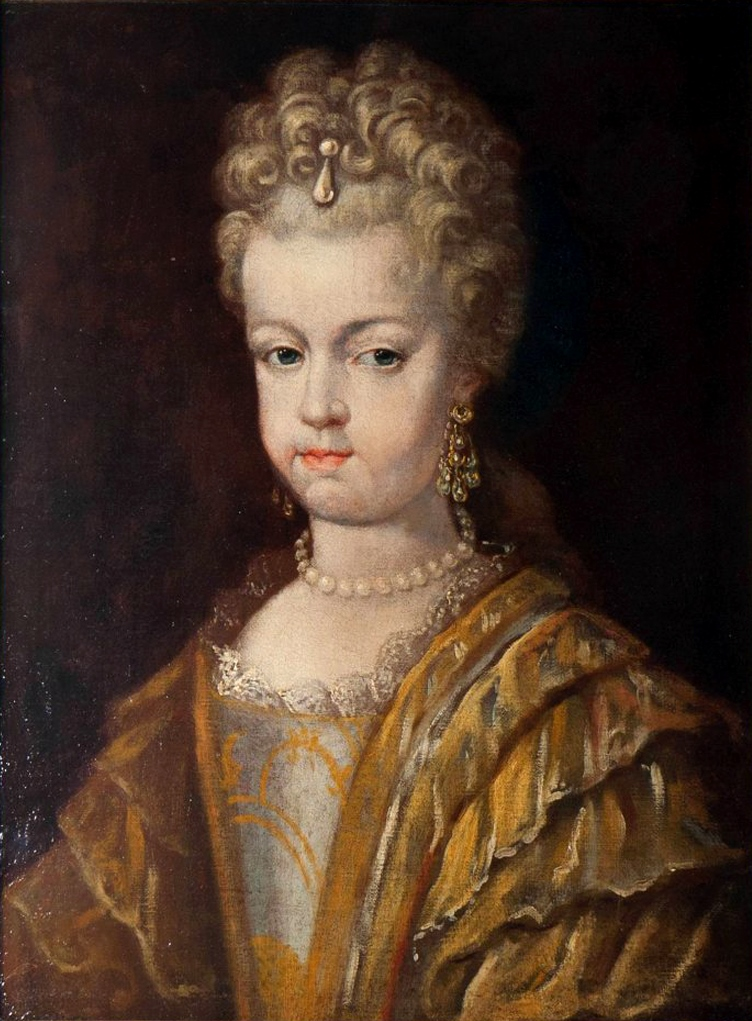
Maria Amalia von Brandenburg

Karl, Herzog zu Mecklenburg [-Güstrow] (* 18. November 1664 in Güstrow; † 15. März 1688 ebenda), war Erbprinz im Landesteil Mecklenburg-Güstrow und Sohn von Gustav Adolf und dessen Gemahlin Magdalene Sibylle geb. Herzogin von Schleswig-Holstein-Gottorf, einer Tochter von Friedrich III.

## Leben
Karl heiratete am 10. August 1687 in Potsdam Maria Amalia von Brandenburg, die Tochter des „Großen Kurfürsten“ Friedrich Wilhelm von Brandenburg. Die Ehe blieb kinderlos. Er starb als letzter Sohn seines Vaters unerwartet an den Blattern, so dass die Linie Mecklenburg-Güstrow des mecklenburgischen Fürstenhauses nach dem Tod des Vaters (1695) ausstarb. Seine Frau verlor auf Grund dieses Schicksalsschlages ihr Kind.
Sein Schwager, Herzog Adolf Friedrich II., erhob zwar Ansprüche auf den vakanten Landesteil, konnte sich damit jedoch nicht durchsetzen. Unklare Rechtszustände führten zu einem langjährigen Thronfolgestreit in Mecklenburg, der 1701 im Hamburger Vergleich mit einer Neuordnung des Landes beigelegt wurde.